# Eltham (Nieuw-Zeeland)
Eltham is een plaats in de regio Taranaki op het Noordereiland van Nieuw-Zeeland en 50 kilometer ten zuiden van New Plymouth, en ten zuidoosten van de vulkaan Mount Taranaki.
Vanaf 1870 begonnen zich mensen te vestigen in de regio, waar veel houtzagerijen werden gevestigd. Later werd er gras gezaaid en werden melkveehouderijen opgestart. In 1884 werd Eltham een stadsdistrict en vestigden ongeveer 25, voornamelijk Engelse immigranten, zich permanent in Eltham.

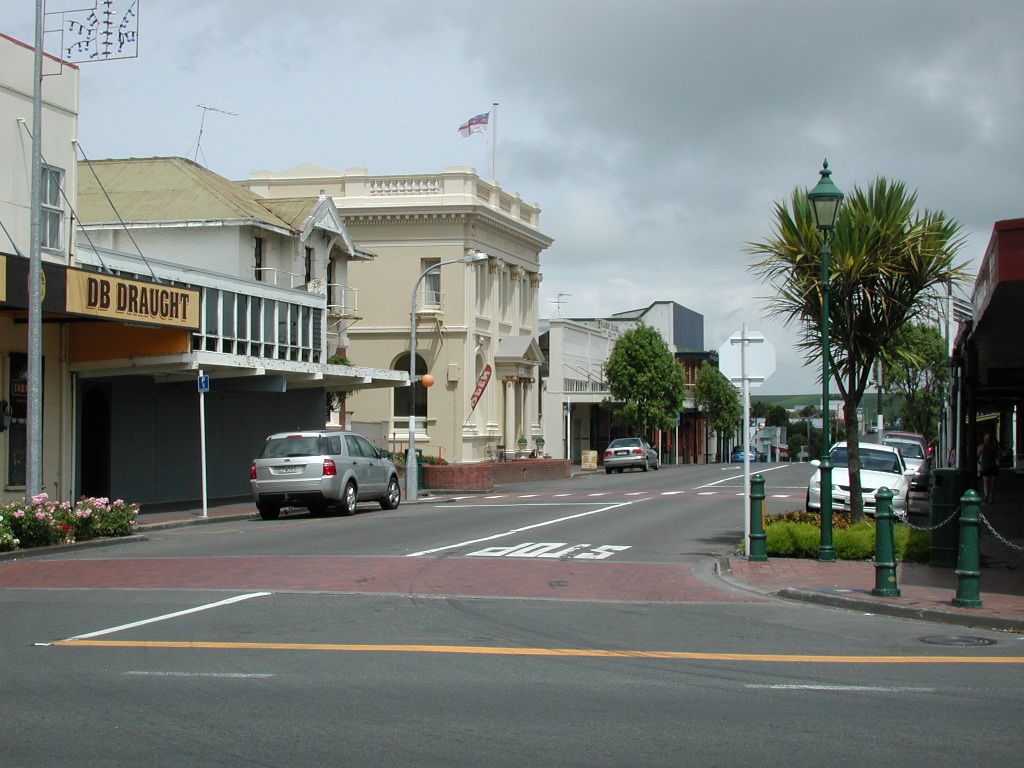
Eltham
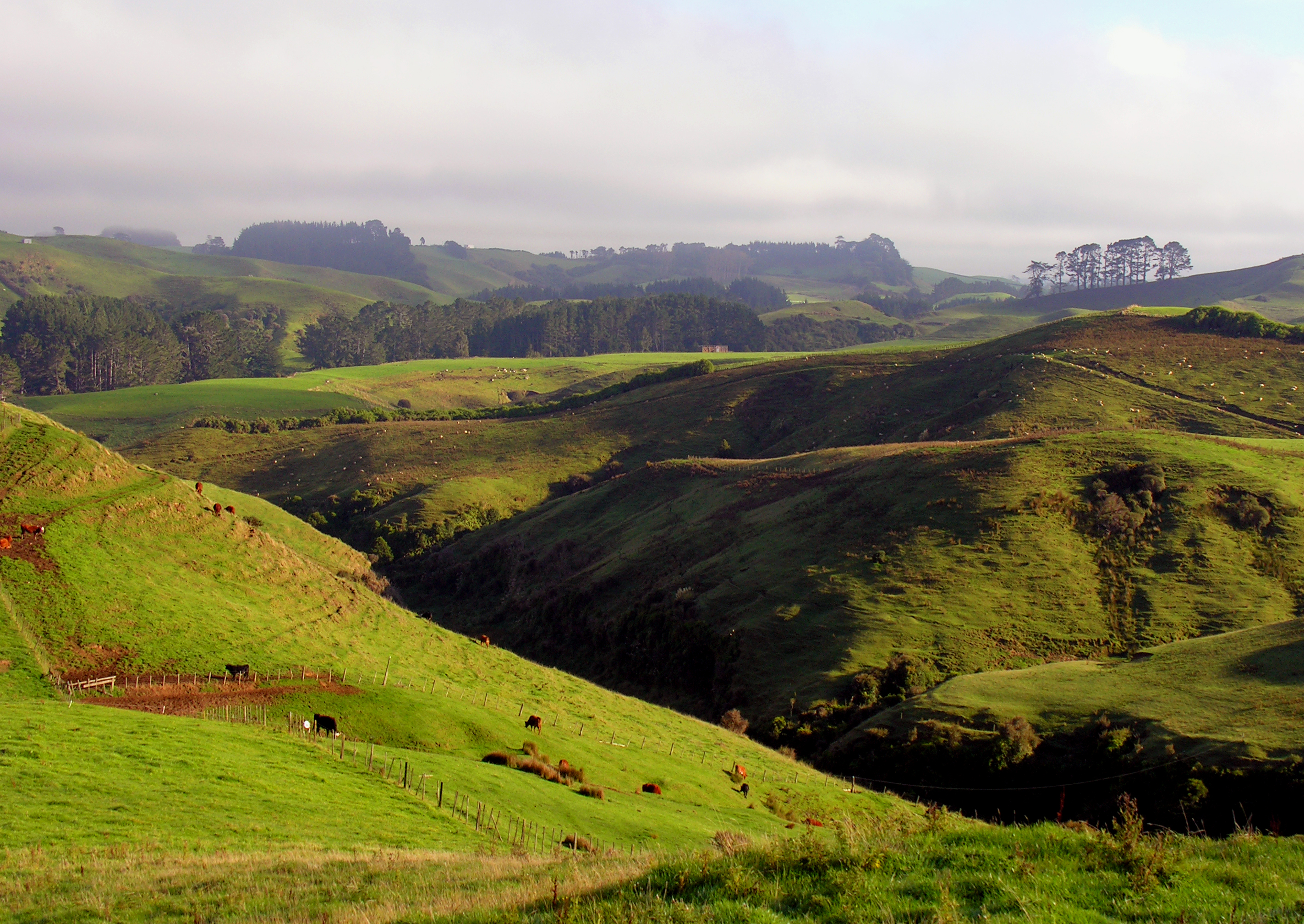
Omgeving van Eltham

## Industrie
Eltham is een bekende kaasproducent van Nieuw-Zeeland en hier komen lokale varianten van feta en camembert vandaan. Ook komt hier de kaas van de Nieuw-Zeelandse McDonald's hamburgers vandaan.

## All Blacks
Drie voormalige All Blacks komen uit Eltham:
- Brian "Jazz" Muller (1942- )
- Bryce Robins (1958- )
- Roger Urbahn (1934-1984)